# Personico
Personico es una comuna suiza del cantón del Tesino, ubicada en el distrito de Leventina, círculo de Giornico. Limita al noroeste con las comunas de Giornico y Bodio, al noreste con Pollegio, al este con Biasca, al sureste con Iragna, al suroeste con Lavertezzo, y al oeste con Frasco.